# Rhinolophus stheno
Rhinolophus stheno е вид прилеп от семейство Подковоносови (Rhinolophidae). Видът не е застрашен от изчезване.

## Разпространение
Разпространен е във Виетнам, Индонезия (Суматра и Ява), Лаос, Малайзия (Западна Малайзия), Мианмар и Тайланд.

## Описание
Теглото им е около 7,9 g.
Популацията на вида е стабилна.